# Саундклауд
„Саундклауд“ е онлайн платформа за разпространение на аудио и музика, базирана в Берлин, Германия, която позволява на потребителите да качват и споделят звукови файлове.

## История
„Саундклауд“ е създаден в Берлин през август 2007 г. от шведския звуков дизайнер Александър Люнг и шведския електронен музикант Ерик Валфорс. Сайтът стартира през октомври 2008 година. „Саундклауд“ първоначално е предназначен да позволи на музикантите да си сътрудничат чрез обмен и обсъждане на записи, но по-късно се превръща в инструмент за разпространение на музика.